# Domènec Carulla i Bertran
Domènec Carulla i Bertran (L'Hospitalet de Llobregat, 25 d'octubre de 1903 - Barcelona, 1940) fou un futbolista català dels anys 1920.

## Trajectòria

El FC Barcelona, guanyador de la Copa del Rei de 1928. Drets: Forns (entr.), Mas, Castillo, Llorens, Walter, Guzmán, Carulla i Platko. Asseguts: Piera, Sastre, Samitier, Arocha i Sagi.

Domènec Carulla s'inicià al FC Internacional, que el 1922 es convertí en UE Sants. El 1923 ingressà al FC Barcelona, on romangué fins al 1930, essent una de les peces més importants del centre del camp del Barça de l'edat d'or. Destacà especialment les temporades 1925-26, on jugà 35 parits, la 1926-27, on en disputà 55, i la 1927-28, amb 53. En total jugà 267 partits i marcà 15 gols. En el seu palmarès destaquen la lliga de la temporada 1928-29, malgrat no disputà cap partit, tres copes d'Espanya i sis campionats de Catalunya.
Va participar amb Espanya als Jocs olímpics de 1924. Fou un cop internacional amb la selecció espanyola B, en el partit enfront Portugal disputat a Madrid el 29 de maig de 1927 amb resultat final de 2 a 0. També fou internacional amb la selecció de Catalunya.
El dia 1 de gener de 1929 es disputà un partit en homenatge seu, que enfrontà el FC Barcelona amb el Racing de Ferrol i que guanyaren aquests darrers per 2 a 7.
El 1937 patí una greu malaltia. El 12 de setembre de 1937 es disputà una jornada futbolística en benefici de Carulla amb un partit entre la selecció de Catalunya i la UE Sants de veterans, i entre el primer equip del Sants i el reserva del Barcelona. Ambdós partits finalitzaren amb empat a dos gols. Domènec Carulla morí a Barcelona l'any 1940, encara jove.

## Palmarès
FC Barcelona
- Lliga espanyola: 1928-29
- Copa espanyola: 1925, 1926, 1928
- Campionat de Catalunya: 1923-24, 1924-25, 1925-26, 1926-27, 1927-28, 1929-30
- Torneig de Campions: 1927-28